# نیتوا
شهر نیتوا (به روسی: Нытва) در کشور روسیه و در کرای پرم واقع شده‌است.